# ケンダマクロス
ケンダマクロスは、2014年以降にバンダイが発売した競技用けん玉の商品群。略称はKDX。

## 概要
2014年5月19日放送の「おはスタ」で『ストリートけん玉プロジェクト』が発足。その一環で開発された。

## 商品

### スタンダード
- ドラゴンフレア（2014年7月19日）
- ウルフクリスタル（同上）
- タイガーソード（同上）
- サクラピンク（同上）
- ソリッドクリア（同上）
- イーグルスナイパー（認定店限定商品）（2014年11月14日）
- ふわふわホップ（2014年12月27日）
- ドラゴングレイシア（2015年4月25日）

### クロスホルダーセット
- レッドイエロー（2014年7月19日）
- ピンクパープル（同上）
- ワイバーンヴォルテックス（2014年12月27日）

### スパイク
- ケルベロスパレット（2014年10月18日）
- コズミックブルー（2015年7月18日）

### ラバー
- アトランティスブルー（2014年10月18日）

### ガンナー
- ガンザブラック（2015年7月18日）

### プロ
- KENDAMAN（認定店限定商品）（2015年11月7日）

### コラボバージョン
- MH4G セルレギオス（2014年10月31日）
- ドラゴンボール改 四星球（同上）
- トライブクルクル BM（2015年1月31日）
- なしからうまれたケンダマクロス ふなっしー（2015年4月25日）

### パーツシリーズ
- ストリングセット（2014年7月19日）
- メタルヘビーウェイト（2014年10月18日）
- ラバースタビライズカップ（2015年6月27日）

### カプセルケンダマクロス
- ドラゴンフレア（2014年9月中旬）
- ウルフクリスタル（同上）
- タイガーソード（同上）
- サクラピンク（同上）
- ブルークリア（同上）

## トリック

### Trick13
- 01:ホップ
- 02:Moshikame
- 03:サザンクロス
- 04:リボルブ
- 05:タップ
- 06:スパイク
- 07:ムーンサルト
- 08:トルネード
- 09:エアロプレイン
- 10:スウィング
- 11:カップトゥザS
- 12:Moshikame S
- 13:アラウンドジャパン

### トリックレジェンド
- 01:ドラゴンフライ
- 02:ホームラン
- 03:ライジングドラゴン
- 04:HAYATE
- 05:タップスミス
- 06:メテオスパイク
- 07:アラウンドザワールド
- 08:アース
- 09:SAMURAI
- 10:ハンギングスパイク
- 11:ジーザス
- 12:ライトハウス
- 13:ジャンピングフリップ

### トリックレヴォリューション
- 01:フルムーン
- 02:スーパートルネード
- 03:リフティング
- 04:アームリフト
- 05:ガンマン
- 06:ダブルリボルブ
- 07:シューティングスター
- 08:フラッシュ
- 09:ガンザカップ
- 10:ボディフリップ
- 11:ターンテーブル
- 12:ブリッジ
- 13:メリーゴーランド

### トリックアルティメイト
- 01:ダブルリフト
- 02:キックスパイク
- 03:ウィンドミル
- 04:バード
- 05:ガンスリンガー
- 06:ルナ
- 07:ヘルジーザス
- 08:1ターンエアロプレイン
- 09:ライトハウスフリップ
- 10:MUSASHI
- 11:アラウンドUSA
- 12:スペースウォーク
- 13:UFO